# Chrzanów (Milanówek)
Chrzanów – zachodnia część miasta Milanówek. Chrzanów graniczy bezpośrednio z Chrzanowem Dużym, Chrzanowem Małym oraz Grodziskiem Mazowieckim. W pobliżu Chrzanowa przepływa Rokitnica.

## Infrastruktura
Chrzanów składa się głównie z zabudowy jednorodzinnej. W tej części miasta główne ulice stanowią ulice Ludna i Wojska Polskiego.

## Historia
Do 1954 była to wschodnia część wsi Chrzanów Mały w gminie Grodzisk w powiecie błońskim, która 20 października 1933 utworzyła gromadę Chrzanów Mały w granicach gminy Grodzisk. Od 1948 w powiecie grodziskomazowieckim.
W związku z reformą administracyjną państwa jesienią 1954 wschodnią część gromady Chrzanów Mały (140 ha) włączono do miasta Milanówka w powiecie pruszkowskim.